# Municipio San Carlos
El municipio San Carlos (denominado entre 2009 y 2021 como municipio Bolivariano Ezequiel Zamora) es uno de los nueve municipios del estado Cojedes, Venezuela. Su capital es la ciudad de San Carlos, la cual es además capital del estado Cojedes. Tiene una superficie de 2 507 km² y una población de 110 000 habitantes (año 2011), sin embargo estadísticas de la alcaldía de San Carlos indican que existen aproximadamente 140 000 habitantes. Se presentan temperaturas promedio entre los 25°C y los 27°C.

## Límites
Al norte limita con el municipio Nirgua, del estado Yaracuy, al sur con los municipios Rómulo Gallegos y Ricaurte, al este con los municipios Tinaco y Lima Blanco y al oeste con el municipio Anzoátegui.

## Parroquias
1. Parroquia San Carlos de Austria
2. Parroquia Juan Ángel Bravo
3. Parroquia Manuel Manrique

## Economía

### Agropecuaria
Las principales actividades económicas del municipio son la agricultura y la ganadería. Existe un gran contraste entre el uso agrícola y el potencial de tierras aptas para tal actividad. Los principales productos que se cultivan son: maíz, ñame, sorgo, quinchoncho, yuca y mango. En el sector pecuario dominan la ganadería bovina y porcina.

## Turismo
Uno de sus lugares de interés turístico son las montañas de la población de La Sierra, a 50 km al norte del municipio San Carlos, la cual cuenta con hermosas vistas y paisajes, donde también impera el cultivo de café, batata, papa, ñame y otros rubros. También se destaca el balneario de La Boca Toma situado a orillas del río Tirgua.

## Política y gobierno

### Alcaldes
| Período     | Alcalde               | Partido político / Alianza | % de votos | Notas |
| ----------- | --------------------- | -------------------------- | ---------- | --- |
| 1989 - 1992 | Carlos León           | AD                         | 45,00      | Primer alcalde bajo elecciones directas                                                                                |
| 1992 - 1995 | Teófilo Rangel        | COPEI                      | 46,22      | Segundo alcalde bajo elecciones directas                                                                               |
| 1995 - 2000 | Teófilo Rangel        | COPEI                      | -          | Reelecto (se realizaron elecciones generales adelantadas en el 2000 debido a la aprobación de la Constitución de 1999) |
| 2000 - 2004 | José Jesús Betancourt | MVR                        | 48,41      | Tercer alcalde bajo elecciones directas                                                                                |
| 2004 - 2008 | José Jesús Betancourt | MVR                        | 52,20      | Reelecto |
| 2008 - 2013 | José Ramón Moncada    | COPEI                      | 45,92      | Cuarto alcalde bajo elecciones directas (se postergan 1 año las elecciones municipales pautadas para finales del 2012) |
| 2013 - 2017 | Pablo Rodríguez       | PSUV                       | 54,68      | Quinto alcalde bajo elecciones directas                                                                                |
| 2017 - 2021 | Rafael Alemán         | PSUV                       | 68,45      | Sexto alcalde bajo elecciones directas                                                                                 |
| 2021 - 2025 | Alexander Mirelles    | VP MUD                     | 48,90      | Séptimo alcalde bajo elecciones directas                                                                               |
| 2025 - 2029 | Alexander Mirelles    | VVC                        |            | Reelecto |

### Concejo municipal
Período 1989 - 1992
| Concejales:           | Partido político / Alianza |
| --------------------- | -------------------------- |
| Aaron Gómez           | COPEI                      |
| Jose Dolores Meléndez | COPEI                      |
| Teofilo Rangel        | COPEI                      |
| Bertha Infante        | COPEI                      |
| Domingo Silva         | COPEI                      |
| Yadira Casadigo       | AD                         |
| Isaías Escobar        | AD                         |
| Brigido Mena          | AD                         |
| Pedro Lozada          | AD                         |

Período 1992 - 1995
| Concejales:      | Partido político / Alianza |
| ---------------- | -------------------------- |
| Luis Zambrano    | COPEI                      |
| Luis Hernández   | COPEI                      |
| Martin Marcano   | COPEI                      |
| Marcelino Corona | COPEI                      |
| José Torrealba   | COPEI                      |
| Bertha Infante   | AD                         |
| Brigido Mena     | AD                         |
| Pedro Lozada     | AD                         |
| Yadira Casadiego | AD                         |

Período 1995 - 2000
| Concejales:      | Partido político / Alianza |
| ---------------- | -------------------------- |
| Felix Cordero    | COPEI                      |
| Luis Bolívar     | COPEI                      |
| Zenobic Corona   | COPEI                      |
| Luis Hernández   | COPEI                      |
| Cesar Gutierrez  | AD                         |
| Elio Quiñones    | AD                         |
| Cruz Molina      | AD                         |
| Luis Matute      | AD                         |
| Jorge Luis Ortiz | CONVERGENCIA               |

Período 2000 - 2005
| Concejales:      | Partido político / Alianza |
| ---------------- | -------------------------- |
| Carlos Mora      | MVR                        |
| Saida Guerra     | MVR                        |
| Elda Parra       | MVR                        |
| Ricardo Martínez | MVR                        |
| Belkis Fernández | AD                         |
| Jesus Pintó      | AD                         |
| Pedro González   | FRIC                       |

Período 2005 - 2013
| Concejales:       | Partido político / Alianza |
| ----------------- | -------------------------- |
| Carlos Colmenarez | MVR                        |
| Santa Obispo      | MVR                        |
| Edgar Palacio     | MVR                        |
| Gladysmar Moreno  | MVR                        |
| Zaida Véliz       | MVR                        |
| Pablo Rodríguez   | MVR                        |
| Pedro González    | FRIC                       |

Período 2013 - 2018:
| Concejales         | Partido político / Alianza |
| ------------------ | -------------------------- |
| Edgar Palacio      | PSUV                       |
| Jessi Martínez     | PSUV                       |
| Juan Tovar         | PSUV                       |
| Juvenal Vargas     | PSUV                       |
| Jonathan Becerra   | PSUV                       |
| Raúl Berrueta      | PSUV                       |
| José Luis Pérez    | PSUV                       |
| Cancelario Salazar | PSUV                       |
| Francisco Vera     | AD/MUD                     |

Período 2018 - 2021
| Concejales          | Partido político / Alianza |
| ------------------- | -------------------------- |
| Jhonny Flores       | PSUV                       |
| Maria Cermeño       | PSUV                       |
| Juan Tovar          | PSUV                       |
| Jessy Martínez      | PSUV                       |
| Jeanfranco Pinto    | PSUV                       |
| Sindy Matute        | PSUV                       |
| Jesus Alvarado      | PSUV                       |
| Williams Mantemayor | PSUV                       |
| Marian Avila        | PSUV                       |

Período 2021 - 2025
| Concejales:        | Partido político / Alianza |
| ------------------ | -------------------------- |
| Arianna Betancourt | MUD                        |
| Luis Hernández     | UP/MUD                     |
| Daniel Migliory    | MUD                        |
| Zuleima Robles     | MUD                        |
| Cesar Yrigoyen     | MUD                        |
| Felix Quiñones     | MUD                        |
| Pedro Gonzalez     | MUD                        |
| Jessica Castillo   | PSUV                       |
| Orlando Martinez   | PSUV                       |